# كاتدرائية البحر (مسلسل)

كاتدرائية البحر (بالإسبانية: La catedral del mar)‏ هو مسلسل دراما تاريخي إسباني مبني على رواية تحمل نفس الاسم للكاتب إلديفونسو فالكونس. المسلسل من بطولة ميشيل جينر، تريستان أولوا، ناتاليا دي مولينا، أندريا دورو وسيلفيا أباسكال. صدر المسلسل على قناة أنتينا 3 في 23 مايو 2018.

## روابط خارجية
- كاتدرائية البحر (مسلسل) على موقع IMDb (الإنجليزية)
- كاتدرائية البحر (مسلسل) على موقع روتن توميتوز (الإنجليزية)
- كاتدرائية البحر (مسلسل) على موقع نتفليكس (الإنجليزية)
- كاتدرائية البحر (مسلسل) على موقع فيلمافينيتي (الإسبانية)
- كاتدرائية البحر (مسلسل) على موقع كينوبويسك (الروسية)
- كاتدرائية البحر (مسلسل) على موقع ألو سيني (الفرنسية)
- كاتدرائية البحر (مسلسل) على موقع قاعدة بيانات الفيلم (الإنجليزية)